# エロス・ラマゾッティ
エロス・ラマゾッティ（Eros Ramazzotti, 1963年10月28日 - ）は、イタリアのシンガーソングライター。本国イタリアのみならず、ヨーロッパを中心とした世界各国で人気を集め、これまでに3600万枚以上のレコードを全世界で売り上げている。
本名はエーロズ・ヴァルテル・ルチャーノ・ラマッツォッティ (Eros Walter Luciano Ramazzotti [ˈɛːroz ˈvalter luˈt͡ʃaːno ramatˈt͡sɔtːti])。日本では英語読みの「ラマゾッティ」表記でCDが発売されている。

## 経歴

### 生い立ち
ローマ郊外のチネチッタに出生。「映画の町」を意味するチネチッタは、その名の通り映画スタジオが建ち並ぶ地域であり、エロスも幼い頃フェデリコ・フェリーニ監督の『アマルコルド』などの映画にエキストラとして出演したこともある。
子どもの頃はサッカーと歌うことが好きで、勉強はあまり得意ではなかった。8歳の時、ミュージシャンでもあった父親から初めてギターをプレゼントされ、音楽に打ち込むようになった。
中学校を卒業して音楽学校を受験したが、作曲ができなかったため不合格となった。それでも音楽への夢をあきらめきれず、1981年にカストロカーロ音楽祭に自作曲「Rock '80」で出場。入賞は逃したものの、レコード会社の目に留まり、契約を結ぶことになった。これを機にミラノに移り、本格的に音楽活動を開始した。

### デビュー
1984年、サンレモ音楽祭に「Terra promessa」で出場し、新人部門にあたる Voci Nuove（新しい声）で優勝。それまで単なる若手歌手にすぎなかったエロスに、一躍注目が集まるようになった。翌1985年にも「Una storia importante」で同音楽祭に出場して人気を博した。同年にはアルバム『Cuori agitati』を発表。
1986年、3年連続となるサンレモ音楽祭で、今度は一般部門に「Adesso tu」で出場して優勝し、人気を不動のものとした。同年発表のアルバム『Nuovi Eroi』はスイス・オーストリアなど各国でチャート1位を記録、続いて行われたコンサートツアーは9か月の長さに及んだ。
イタリア以外の各国でも高まる人気に応え、『Nuovi Eroi』からはスペイン語盤も制作するようになった。以降、ライブ盤など一部を除き、彼のアルバムはすべてイタリア語とスペイン語の2つのバージョンでリリースされている。

### 1990年代前半

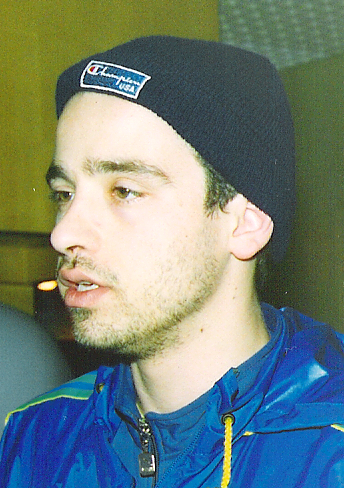
1990年代初頭

1990年発表のアルバム『In ogni senso』は15か国でリリースされ、アメリカにも進出。ニューヨークのラジオシティ・ミュージックホールで開催したコンサートを満員にし、このホールで公演を行なた最初のイタリア人ミュージシャンとなった。この後に行った数々のコンサートの模様を収録した2枚組ライブアルバム『Eros in concert』が、翌1991年にリリースされた。
1993年、アルバム『Tutte Storie』をリリース。ギターをフィーチャーするなどロック寄りの音作りで、それまでのポップス路線からすると一種実験的なアルバムではあったが、スパイク・リー監督によるビデオクリップなどが話題を集め、大ヒットとなった。このアルバム発表後のツアーでは、ヨーロッパ以外にもラテンアメリカの国々を周り、現地のファンに熱狂的に迎えられた。
1995年の夏、ヨーロッパの7都市で開催された「Summer Festival」に出演。エルトン・ジョン、ロッド・スチュワート、ジミー・ペイジ、シェリル・クロウらと共にステージに立った。
この頃、エロスは所属レーベルとの契約を終了し、自らの事務所を設立。1996年のアルバム『Dove C'è Musica』は彼自身のプロデュースによる初めてのアルバムとなった。同年の12月には、スイス人モデルの恋人ミシェル・フンツィカーとの間に娘アウロラ・ソフィーが誕生。『Dove C'è Musica』収録の曲「L'Aurola」を娘に捧げている。

### 1990年代後半以降
1997年、数々のヒット曲の再アレンジと、アンドレア・ボチェッリ、ティナ・ターナーとのデュエット2曲が収録された企画アルバム『Eros』を発表。続いて翌1998年にはキャリア2枚目のライブ盤である『Eros Live』をリリースした。同年には長年の恋人だったフンツィカーと結婚を果たした（のち2002年に離婚）。
2001年、前年のアルバム『Stilelibero』のツアーでは東欧・ロシアにも進出。2003年、2005年にそれぞれアルバム『9』『Calma apparente』を発表。2006年、それまでの功績が認められイタリア共和国功労勲章（コメンダトーレ）を受章した。
2007年に新曲・リミックス曲を含む2枚組ベストアルバム『e2』をリリース。

## デュエット
エロスは他のミュージシャンとの共演作を数多く発表している。以下はその一例である。
- "La luce buona delle stelle" - パッツィ・ケンジット
- "Amarti è l'immenso per me" - アントネッラ・ブッチ
- "Andare... in ogni senso" - ピエロ・カッサーノ
- "Tu vivrai" - イ・プー、エンリコ・ルッジェーリ、ラフ、ウンベルト・トッツィ
- "Anche tu" - ラフ
- "Non dimenticare Disneyland" - アレックス・バローニ
- "Musica è" - アンドレア・ボチェッリ
- "Nel cuore lei" - アンドレア・ボチェッリ
- "Cose della vita - Can't stop thinking of you" - ティナ・ターナー
- "Stella gemella" - ジェメッリ・ディヴェルシ
- "Più che puoi" - シェール
- "I belong to you - il ritmo della passione" - アナスタシア
- "That's all I need to know - Difenderò" - ジョー・コッカー
- "Non Siamo Soli" - リッキー・マーティン
- "Un attimo di pace" - テイク6
- "Esta pasando noviembre" - アマヤ・モンテロ（ラ・オレハ・デ・バン・ゴッホ）
- "Sono" - アレハンドロ・サンス

## アルバム

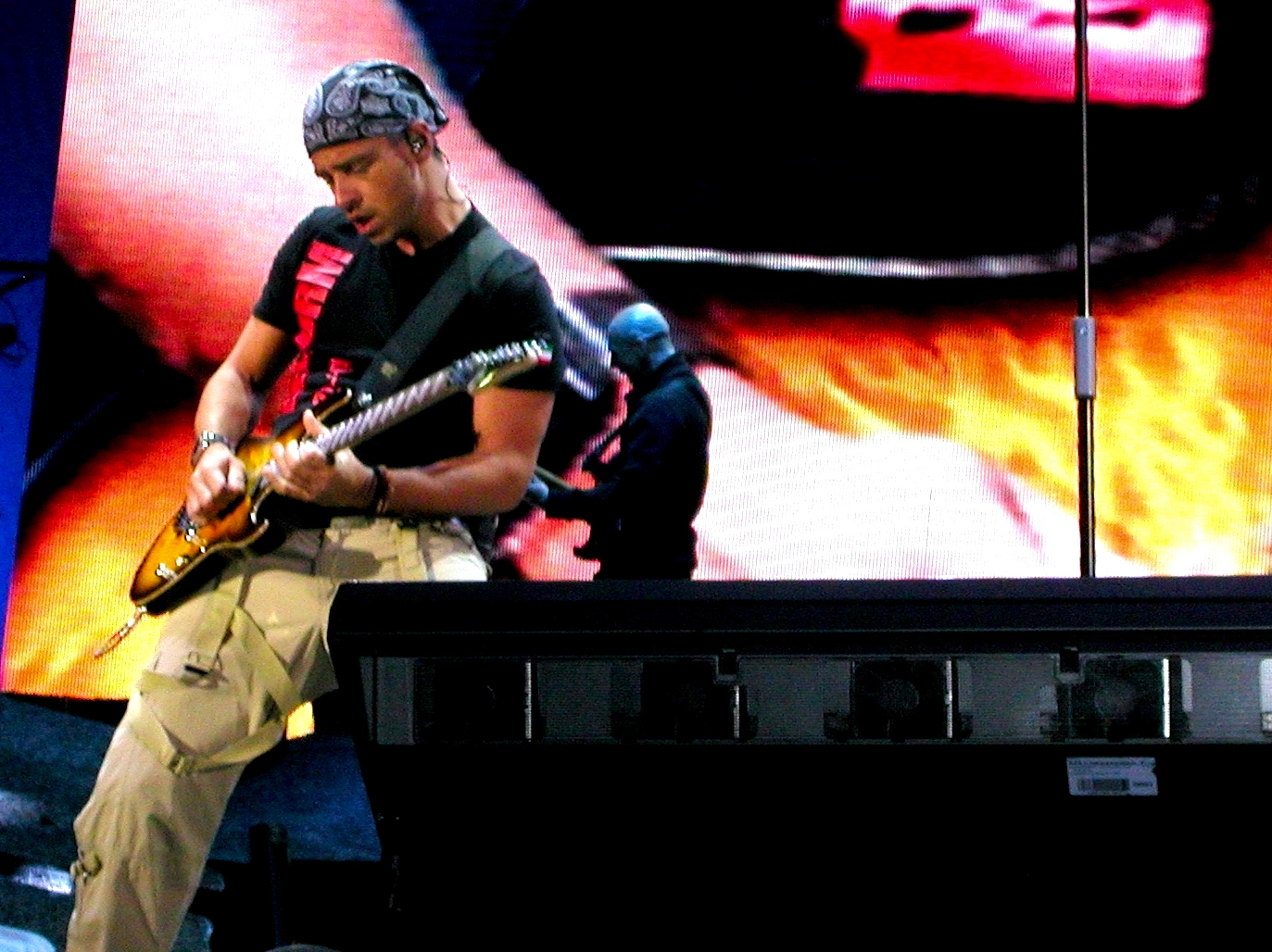
2004年、スペイン・アリカンテでの公演

### オリジナルアルバム
- Ad Un Amico 1982年
- Terra Promessa 1984年
- Cuori agitati 1985年
- Nuovi eroi（スペイン語盤 Héroes de hoy）1986年
- In certi momenti（スペイン語盤 En ciertos momentos）1987年
- Musica è（スペイン語盤 Música es）1988年
- In ogni senso（スペイン語盤 En todos los sentidos）1990年
- Tutte storie（スペイン語盤 Todo historias）1993年
- Dove c'è musica（スペイン語盤 Donde hay música）1996年
- Stilelibero （スペイン語盤 Estilo libre）2000年
- 9（スペイン語盤 9）2003年
- Calma apparente（スペイン語盤 Calma aparente）2005年
- Ali e radici（スペイン語盤 Alas y raices）2009年
- Noi（スペイン語盤 Somos）2012年
- Noi due（スペイン語盤 Somos Dos）2013年
- Perfetto（スペイン語盤 Perfecto）2015年
- Vita ce n'è（スペイン語盤 Hay vida）2018年
- Battito infinito（スペイン語盤 Latido infinito）2022年

### コンピレーション、ライブアルバムなど
- Eros in concert（ライブアルバム）1991年
- Eros（ベストアルバム）1997年
- Eros live（ライブアルバム）1998年
- e2（ベストアルバム）2007年
- 21:00 Eros Live World Tour 2009/2010（ライブアルバム）2010年
- Eros Best Love Songs（ベストアルバム）2012年
- Eros 30（ベストアルバム）2014年
- Eros Duets（ベストアルバム）2017年